# Rainer Kepplinger
Rainer Kepplinger, né le 19 août 1997, est un rameur et coureur cycliste autrichien.

## Biographie
Rainer Kepplinger a commencé l'aviron à l'âge de 12 ans. Par la suite, il devient membre de l'équipe nationale et remporte la médaille d'argent en quatre de couple poids léger aux championnats du monde d'aviron des moins de 23 ans en 2017. En 2019, il termine septième en simple poids léger aux championnats du monde d'aviron. Son objectif suivant est de participer aux Jeux olympiques d'été de 2020 à Tokyo.
En plus de l'aviron, Kepplinger pratique également le cyclisme. Pendant la période sans compétition causée par la pandémie de Covid-19, il se distingue dans le cyclisme esport. En 2020, il remporte la eCycling League Austria. Fin 2020, il souffre d'une mononucléose infectieuse, ce qui l'oblige à arrêter l'entraînement pendant trois mois et l'empêche de se qualifier pour les Jeux olympiques de Tokyo en aviron. Fin mai 2021, il met un terme inopiné à sa carrière de rameur et devient membre de la formation cycliste Hrinkow Advarics, qui court avec une licence d'équipe continentale.
Au cours de la saison 2022, après avoir pris la septième place du championnat du monde de cyclisme esport, il remporte sur route la Kirschblütenrennen Wels, une manche de la Coupe d'Autriche. En avril, au Tour of Malopolska, il rate de peu le succès en terminant deuxième d'une étape et du général à 20 secondes de Jonas Rapp. Un mois plus tard, il remporte la dernière étape et le classement général du Tour de Haute-Autriche devant le tenant du titre Alexis Guérin. Le 23 juin, il est vice-champion d'Autriche du contre-la-montre. Le 12 août 2022, il est annoncé qu'il rejoindra l'UCI WorldTeam Bahrain Victorious après avoir signé un contrat de trois ans à partir de 2023,.

## Palmarès
- 2022
  - Kirschblütenrennen
  - Tour de Haute-Autriche :
    - Classement général
    - 3e étape

  - 2e du championnat d'Autriche du contre-la-montre
  - 2e du Tour of Malopolska
  - 7e du championnat du monde de cyclisme esport

## Résultats sur les grands tours

### Tour d'Italie
1 participation
- 2024 : 64e

### Tour d'Espagne
1 participation
- 2024 : abandon (9e étape)

## Classements mondiaux
| Année                                 | 2021  | 2022 | 2023 | 2024 |
| ------------------------------------- | ----- | ---- | ---- | ---- |
| Classement mondial                    | 1819e | 407e | 811e | 955e |
| UCI Europe Tour                       | 1250e | 327e | nc   | nc   |
|                                       |       |      |      |      |
| Légende : nc = non classéSource : UCI |       |      |      |      |